# Paco Reconti
Paco Reconti (Reggio Calabria, 21 aprile ...) è un attore italiano.

## Biografia
Nato e cresciuto a Reggio Calabria, si trasferisce a Roma dove entra come allievo all'Accademia di danza classica. Coltiva la passione per la recitazione e per il canto debuttando nel 1988 come attore, cantante e ballerino nel musical Fools regia di Pino Quartullo. Il debutto nel cinema avviene nel 1987 con una piccola parte nel film Teresa di Dino Risi. Dopo vari altri ruoli minori, tra cui Soldati - 365 all'alba di Marco Risi, nel 1989 è tra i protagonisti nel film Francesco di Liliana Cavani, con Mickey Rourke, in concorso al festival del cinema di Cannes nel 1989, anno in cui partecipò anche a Luisa, Carla, Lorenza e... le affettuose lontananze.
Nel 1991 un cameo nel film di F.F. Coppola Il padrino - Parte III. Nel 1990 è protagonista, accanto a Nadia Rinaldi, nel primo film da regista di Christian De Sica Faccione. Nel 1992 è protagonista accanto ad Alessandro Haber e Sabrina Ferilli del film Vietato ai minori di Maurizio Ponzi. Sempre nello stesso anno è protagonista della pellicola Angeli a Sud con la regia di Massimo Scaglione. Nel 2001 è nel cast del film del premio oscar John Madden Il mandolino del capitano Corelli, per il quale scrive il testo della canzone Ricordo ancor (Pelagia's Song), su musica del premio Oscar Stephen Warbeck.
Nel 2004 interpreta il ruolo di una guardia giudea ne La passione di Cristo di Mel Gibson. Nel 2014 vince il premio AKAI, come migliore attore non protagonista al Festival Internazionale del cinema di Roma, per Tre tocchi di Marco Risi. Accanto alla carriera cinematografica, si impegna nell'attività teatrale: una particolare messa in scena dell'Orestiade diretta da Alberto Di Stasio, Ballando ballando di Giancarlo Sepe, Incontrando un angelo musico, che debutta a "La Mama Theatre" di New York e poi Roma, con la regia di Massimo Scaglione e Santa Maria del pallone, diretto da Pietro Bontempo. È uno dei soci fondatori della nuova collecting  ARTISTI 7607.

## Filmografia

### Cinema
- Teresa, regia di Dino Risi (1987)
- Soldati - 365 all'alba, regia di Marco Risi (1987)
- Cavalli si nasce, regia di Sergio Staino (1988)
- Lo zio indegno, regia di Franco Brusati (1989)
- Francesco, regia di Liliana Cavani (1989)
- Luisa, Carla, Lorenza e... le affettuose lontananze, regia di Sergio Rossi (1989)
- Il padrino - Parte III (The Godfather: Part III), regia di Francis Ford Coppola (1990)
- La sposa di San Paolo, regia di Gabriella Rosaleva (1990)
- Faccione, regia di Christian De Sica (1991)
- Vietato ai minori, regia di Maurizio Ponzi (1992)
- Angeli a Sud, regia di Massimo Scaglione (1992)
- Dove siete? Io sono qui, regia di Liliana Cavani (1993)
- Uomini uomini uomini, regia di Christian De Sica (1995)
- Il mandolino del capitano Corelli (Captain Corelli's Mandolin), regia di John Madden (2001)
- Italian Soldiers (Spaghetti Requiem), regia di Francesco Cabras (2001)
- Io sono David, regia di Paul Feig (2003)
- La passione di Cristo (The Passion of the Christ), regia di Mel Gibson (2004)
- Il mercante di pietre, regia di Renzo Martinelli (2006)
- Il sesso aggiunto, regia di Francesco Antonio Castaldo (2011)
- Tre tocchi, regia di Marco Risi (2013)
- Nessuno mi pettina bene come il vento, regia di Peter Del Monte (2014)
- Ustica, regia di Renzo Martinelli (2014)
- Ci alzeremo all'alba, regia di Jean-Marie Benjamin (2018)
- Calibro 9, regia di Tony D'Angelo (2019)
- The last supper,  regia di Mauro Borrelli (2024)

### Televisione
- Un bambino in fuga 2, serie TV, regia di Mario Caiano (1990)
- La montagna di diamanti, serie TV regia di Jeannot Szwarc (1991)
- La bibbia, serie TV, regia di John Sargent (1993)
- L'ultimo concerto, film TV, regia di Francesco Laudadio (1994)
- Vado e torno, serie TV, regia di Vittorio Sindoni (1998)
- Distretto di Polizia, serie TV, regia di Antonello Grimaldi - serie TV, episodi 2x19 e 2x20 (2001)
- La squadra, serie TV, di registi vari (2004)
- De Gasperi - L'uomo della speranza, film TV, regia di Liliana Cavani (2005)
- Medicina generale, serie TV, regia di Renato De Maria (2006)
- La scelta di Laura, regia di Alessandro Piva (2008)
- Mai per amore, film TV, regia di Liliana Cavani (2010)
- Il segreto dell'acqua, serie TV, regia di Renato De Maria (2010)
- R.I.S. Roma 3 - Delitti imperfetti, serie TV, regia di  Francesco Miccichè, episodio 3x06 (2012) [1]
- Il restauratore 2, serie TV, regia di Enrico Oldoini (2013)
- Francesco, regia di Liliana Cavani (2014)
- Lea, regia di Marco Tullio Giordana - film TV (2015)
- I leoni di Sicilia, regia di Paolo Genovese - serie Disney+ (2023)
- Don Matteo 15  regia di Alexis Sweet (2025)